# Molophilus perlucidus
Molophilus perlucidus là một loài ruồi trong họ Limoniidae. Chúng phân bố ở miền Australasia.